# Scuola franco-fiamminga
In storia della musica, si intende per scuola franco-fiamminga l'insieme delle attività musicali che ebbero a risultare prevalenti a cavallo fra il XV e il XVI secolo, e che ebbero per maggiori esponenti artisti per l'appunto provenienti da Francia e Belgio. La portata di queste attività raggiunse la dimensione continentale, esitando in un riferimento internazionale di centrale importanza. Il primo importante compositore della scuola fiamminga è stato Guillaume Dufay (1397-1474).

## Storia
Nel '400, l'estendersi dei traffici commerciali che interessavano in Nord Europa e la nascita, nelle Fiandre (una regione che occupava all'incirca il territorio degli attuali Belgio, Paesi Bassi e Francia settentrionale), di importanti centri manifatturieri (in particolare nel tessile) creò in queste regioni una situazione di prosperità che favoriva lo sviluppo delle arti in generale e della musica in particolare. Allo stesso tempo, lo scatenarsi della guerra dei cent'anni tra Inghilterra e Francia sottrasse risorse umane ed economiche a quest'ultimo paese, che vide perciò scemare la posizione centrale che aveva occupato nella cultura europea dei secoli precedenti.
Alcuni tra i più importanti contributi dati alla polifonia del ‘400 vennero quindi dalle Fiandre e dalla regione francese della Borgogna (che non fu coinvolta nella guerra dei cent'anni) nella quale era fiorita la scuola musicale borgognona. Nel corso di due secoli, il centro geografico di riferimento di questo stile si spostò più volte (e alla fine del XVI secolo avrebbe traslocato in Italia): comunque la maggior parte degli artisti erano originari dell'Hainaut, delle Fiandre e del Brabante.
Il centro dello sviluppo della scuola polifonica fiamminga (o fiammingo-borgognona) era spesso la cappella della cattedrale della città, di solito finanziata dalla borghesia benestante. Gli allievi, inizialmente ammessi come cantori, avevano l'opportunità di seguire un percorso di apprendimento musicale completo, in maniera simile a quello che accadeva altrove negli studium di arti liberali, in quello che fu uno dei primi esempi di scuola compositiva nella storia della musica occidentale.
I musicisti fiamminghi erano viaggiatori ed emigrarono in Italia, Spagna, Francia e Germania, facendo conoscere il loro stile che, anche grazie all'invenzione della stampa si diffuse rapidamente, dando vita al primo vero stile internazionale dai tempi del canto gregoriano nel IX secolo.

## Caratteristiche compositive
Il carattere della polifonia fiamminga fu fortemente influenzato dalla scuola Inglese. Quest'ultima, caratterizzata da sovrapposizioni di terze, soprattutto nel falsobordone era arrivata in Francia in seguito all'occupazione inglese di alcune regioni della Francia durante la Guerra dei cento anni. In particolare, la Borgogna, alleata degli inglesi, ospitò artisti provenienti dall'isola. Qui incontrarono un notevole successo le composizioni di un musicista, matematico e astronomo inglese, John Dunstable, autore di brani sacri e profani, che fu uno dei più influenti compositori inglesi di tutti i tempi.
Fu dalla produzione inglese che i compositori fiamminghi mutuarono le sovrapposizioni di terza e sesta che ancora corrispondono alla nostra sensibilità acustica, abbandonando le successioni di quarta, quinta e ottava caratteristiche dell'Ars antiqua e dell'Ars nova.
Centrale alla composizione fiamminga è la triade, cioè la sovrapposizione di terze, accompagnando e introducendo una nuova attenzione allo sviluppo verticale della polifonia, l'embrione di quello che - molto più tardi - sarà il fondamento dell'armonia. Alcune delle moderne regole compositive vedono la luce in quest'epoca, e tra le più note possiamo citare:
1. Divieto di creare quinte e ottave parallele, per evitare il sapore arcaico che ne derivava;
2. L'obbligo che la sovrapposizione di voci formasse sempre triadi consonanti, ammettendo dissonanze solo sotto forma di note di passaggio nei tempi deboli e sotto forma di ritardo sul tempo forte.

Se già nel ‘300, la polifonia iniziava ad utilizzare la tecnica imitativa (ad esempio nelle cacce francesi) il ‘400 fiammingo fa dell'imitazione, codificata nella forma chiamata canone, il procedimento fondante della composizione polifonica. I fiamminghi portarono il canone al suo massimo sviluppo, esaurendone tutte le possibilità e codificandone un gran numero di varianti (diretto, per moto contrario, retrogrado, inverso, inverso-retrogrado,  mensurale, alla mente, enigmatico).
Quest'ansia di classificazione normativa finì per sfociare in un formalismo fine a se stesso che avrebbe segnato l'esaurimento dell'esperienza fiamminga. Non a caso nel ‘500 il musicista italiano Adriano Banchieri scrisse una parodia del canto enigmatico alla mente intitolato "contrappunto bestiale alla mente", in cui ogni voce è affidata ad un verso di animale. 
I fiamminghi praticarono in maniera innovativa le forme del passato ed in particolar modo la messa (costruita sulle varie parti dell'ordinarium: Kyrie, Gloria, Credo, Sanctus, Agnus Dei). Il primo e forse il più grande compositore della scuola fiamminga, Guillaume Dufay (1397-1474), in coerenza con la ricerca di una nuova omogeneità e razionalità della composizione, introduce la messa ciclica, in cui ogni parte dell'ordinarium missae ha lo stesso tenor. Anche in questo campo prevalse una spinta alla classificazione che distingueva diversi tipi di missae, generalmente fondate sulla linea del tenor, che a volte veniva preso da altre composizioni e addirittura da canzoni profane (famoso il tenor de l'homme armé).
Un'altra forma che affascinò i compositori fiamminghi fu il mottetto che divenne il luogo privilegiato della sperimentazione contrappuntistica, sviluppandosi fino a composizioni di incredibile complessità del mottetto "Deo Gratias" di Johannes Ockeghem, a 36 voci a parti reali (cioè senza alcun raddoppio di voci): un vero e proprio grattacielo sonoro, che qualcuno ha paragonato alle guglie delle cattedrali gotiche. Proprio a causa della loro monumentale complessità, i mottetti fiamminghi (specie i più tardi) vennero considerate composizioni aride e artificiose (e i musicisti italiani non le amarono).
L'ultima tra le forme più frequenti della musica fiamminga del '400 fu la chanson profana, di derivazione francese e per lo più a carattere amoroso, a 3 voci e caratterizzata da una polifonia molto semplice.

## Le sei generazioni
Nella produzione fiamminga si è soliti distinguere 6 periodi, o generazioni, distanziate di circa vent'anni e ognuna associata al nome di uno o più compositori significativi. Si tratta naturalmente di una classificazione di comodo: l'evoluzione del linguaggio musicale fu (come sempre) continua attraverso tutto il periodo.
- I generazione (1420-1450): fu dominata, come si è detto, da Dufay e da Gilles Binchois;
- II generazione (1450-1485): avente come massimo esponente il già citato Johannes Ockeghem e Antoine Busnois;
- III generazione (1480-1520): massimi esponenti Josquin Des Prez - da molti considerato il massimo compositore fiammingo, che trascorse diversi periodi in Italia - Jacob Obrecht, Heinrich Isaac e Pierre de La Rue;
- IV generazione (1520-1560): Adrian Willaert e Jacob Clemens non Papa;
- V generazione (1560-1600): Orlando di Lasso (Orlande de Lassus).
- VI generazione (1630) : Jan Pieterszoon Sweelinck

Anteriormente alla prima generazione, si può considerare una "generazione zero", formata da compositori quali Johannes Ciconia, Johannes de Limburgia, Hugo de Lantins e altri. Questi musicisti, pur non risentendo della "contenance angloise", cioè non essendo influenzati dai compositori d'oltremanica, presentano comunque delle caratteristiche comuni agli artisti delle generazioni successive, quali l'esperienza italiana e la provenienza geografica. Possono essere quindi considerati dei precursori della scuola franco-fiamminga.
Nel 1600, molti dei polifonisti erano italiani o di altri paesi europei e lo stile fiammingo era diventato eredità di tutta l'Europa.